# Campeonato Africano de Atletismo de 2010 - 400 m masculino
A prova dos 400 metros masculino do Campeonato Africano de Atletismo de 2010 foi disputada entre os dias 28 e 30 de julho de 2010 em Nairóbi,  no Quênia. 

## Recordes
Antes desta competição, os recordes mundiais e do campeonato nesta prova eram os seguintes:
|                       | Nome            | Nacionalidade                  | Tempo  | Local     | Data                  |
| --------------------- | --------------- | ------------------------------ | ------ | --------- | --------------------- |
| Recorde mundial       | Michael Johnson | Estados Unidos                 | 43s 18 | Sevilha   | 26 de agosto de 1999  |
| Recorde do campeonato | Clement Chukwu  | Nigéria                        | 44s 65 | Dakar     | 20 de agosto de 1998  |
| Recorde africano      | Gary Kikaya     | República Democrática do Congo | 44s 10 | Estugarda | 9 de setembro de 2006 |

## Medalhistas
| Ouro                  | Prata              | Bronze            |
| Mohamed Khawaja (LBY) | Rabah Yousif (SUD) | Gary Kikaya (COD) |

## Cronograma
Todos os horários são locais (UTC+3).
| Data        | Hora  | Evento    |
| ----------- | ----- | --------- |
| 28 de julho | 15:50 | Bateria   |
| 29 de julho | 15:45 | Semifinal |
| 30 de julho | 14:45 | Final     |

## Resultados

### Bateria
Qualificação: 4 atletas de cada bateria  (Q) mais os 4 melhores qualificados (q).
| Posição | Bateria | Atleta                   | Nacionalidade                  | Tempo | Notas                |
| ------- | ------- | ------------------------ | ------------------------------ | ----- | -------------------- |
| 1       | 5       | James Godday             | Nigéria                        | 46.01 | Q                    |
| 2       | 5       | Isaac Makwala            | Botswana                       | 46.07 | Q                    |
| 3       | 2       | Mark Kiprotich Mutai     | Quênia                         | 46.11 | Q                    |
| 4       | 3       | Rabah Yousif             | Sudão                          | 46.36 | Q                    |
| 5       | 1       | Geoffrey Ngeno           | Quênia                         | 46.39 | Q                    |
| 6       | 4       | Gary Kikaya              | República Democrática do Congo | 46.54 | Q                    |
| 7       | 5       | Ofentse Mogawane         | África do Sul                  | 46.65 | Q                    |
| 8       | 3       | Obakeng Ngwigwa          | Botswana                       | 46.66 | Q                    |
| 9       | 4       | Anderson Mureta Mutegi   | Quênia                         | 46.72 | Q                    |
| 10      | 1       | Marvin Lewis             | Libéria                        | 46.78 | Q                    |
| 11      | 3       | Mohamed Khawaja          | Líbia                          | 46.78 | Q                    |
| 12      | 3       | Saul Weigopwa            | Nigéria                        | 46.94 | Q                    |
| 13      | 1       | Eric Milazar             | Ilhas Maurícias                | 46.97 | Q                    |
| 14      | 4       | Noah Akwu                | Nigéria                        | 47.03 | Q                    |
| 15      | 4       | Mamadou Gueye            | Senegal                        | 47.16 | Q                    |
| 16      | 2       | Bereket Desta            | Etiópia                        | 47.16 | Q                    |
| 17      | 1       | Saviour Kombe            | Zâmbia                         | 47.45 | Q                    |
| 18      | 3       | Emmanuel Tugumisirize    | Uganda                         | 47.88 | q                    |
| 19      | 5       | Lukungu Waisswa          | Uganda                         | 48.13 | Q                    |
| 20      | 3       | David Tinago             | Zimbabwe                       | 48.42 | q                    |
| 21      | 2       | Gift Soko                | Zâmbia                         | 48.55 | Q                    |
| 22      | 5       | Zemenu Kassaw            | Etiópia                        | 48.65 | q                    |
| 23      | 3       | Yaovi Michael Gougou     | Benim                          | 49.06 | q                    |
| 24      | 2       | Ramadhan Akula           | Uganda                         | 49.07 | Q                    |
| 25      | 4       | Nicolau Ernesto Palanca  | Angola                         | 49.54 |                      |
| 26      | 2       | Thimote Bagina           | Ruanda                         | 49.97 |                      |
| 27      | 2       | Jeremias Silva           | Guiné-Bissau                   | 50.16 | Recorde da temporada |
| 97 !    | 4       | Hago Tadesse             | Etiópia                        | DSQ   |                      |
| 98 !    | 1       | Sakaria Kamberuka        | Botswana                       | DNF   |                      |
| 98 !    | 5       | Fousseni Mathie Gnanligo | Benim                          | DNF   |                      |
| 99 !    | 1       | Golden Gunde             | Malawi                         | DNS   |                      |
| 99 !    | 1       | Sandro Rocha             | Cabo Verde                     | DNS   |                      |
| 99 !    | 1       | Michael Taapatsa         | Zimbabwe                       | DNS   |                      |
| 99 !    | 2       | Jean Francois Degrace    | Ilhas Maurícias                | DNS   |                      |
| 99 !    | 2       | Awad Makki               | Sudão                          | DNS   |                      |
| 99 !    | 4       | Nelton Ndebele           | Zimbabwe                       | DNS   |                      |
| 99 !    | 5       | Fernando Augustin        | Ilhas Maurícias                | DNS   |                      |

### Semifinal
Qualificação: 2 atletas de cada bateria  (Q) mais os  2 melhores qualificados (q). 
| Posição | Bateria | Atleta                 | Nacionalidade                  | Tempo | Notas           |
| ------- | ------- | ---------------------- | ------------------------------ | ----- | --------------- |
| 1       | 3       | Mohamed Khawaja        | Líbia                          | 45.42 | Q,              |
| 2       | 2       | Gary Kikaya            | República Democrática do Congo | 45.55 | Q               |
| 3       | 2       | Mark Kiprotich Mutai   | Quênia                         | 45.69 | Q,              |
| 4       | 1       | Rabah Yousif           | Sudão                          | 45.82 | Q               |
| 5       | 3       | Anderson Mureta Mutegi | Quênia                         | 45.83 | Q               |
| 6       | 1       | Bereket Desta          | Etiópia                        | 45.97 | Q               |
| 7       | 2       | Obakeng Ngwigwa        | Botswana                       | 46.12 | q               |
| 8       | 1       | Saul Weigopwa          | Nigéria                        | 46.21 | q               |
| 9       | 1       | Marvin Lewis           | Libéria                        | 46.26 | Recorde pessoal |
| 10      | 2       | Ofentse Mogawane       | África do Sul                  | 46.41 |                 |
| 11      | 1       | Geoffrey Ngeno         | Quênia                         | 46.45 |                 |
| 12      | 3       | James Godday           | Nigéria                        | 46.55 |                 |
| 13      | 3       | Eric Milazar           | Ilhas Maurícias                | 46.79 |                 |
| 14      | 3       | Isaac Makwala          | Botswana                       | 46.92 |                 |
| 15      | 2       | Mamadou Gueye          | Senegal                        | 46.98 |                 |
| 16      | 3       | Saviour Kombe          | Zâmbia                         | 47.32 |                 |
| 17      | 1       | Emmanuel Tugumisirize  | Uganda                         | 47.44 |                 |
| 18      | 1       | David Tinago           | Zimbabwe                       | 47.95 |                 |
| 19      | 1       | Gift Soko              | Zâmbia                         | 48.20 |                 |
| 20      | 3       | Lukungu Waisswa        | Uganda                         | 48.39 |                 |
| 21      | 2       | Ramadhan Akula         | Uganda                         | 48.48 |                 |
| 22      | 2       | Zemenu Kassaw          | Etiópia                        | 49.04 |                 |
| 23      | 3       | Yaovi Michael Gougou   | Benim                          | 49.27 |                 |
| 99 !    | 2       | Noah Akwu              | Nigéria                        | DNS   |                 |

### Final
| Posição           | Raia | Atleta                 | Nacionalidade                  | Tempo | Notas                |
| ----------------- | ---- | ---------------------- | ------------------------------ | ----- | -------------------- |
| Medalha de ouro   | 3    | Mohamed Khawaja        | Líbia                          | 44.98 | Recorde nacional     |
| Medalha de prata  | 5    | Rabah Yousif           | Sudão                          | 45.18 |                      |
| Medalha de bronze | 6    | Gary Kikaya            | República Democrática do Congo | 45.28 |                      |
| 4                 | 4    | Mark Kiprotich Mutai   | Quênia                         | 45.28 | Recorde da temporada |
| 5                 | 2    | Obakeng Ngwigwa        | Botswana                       | 45.50 | Recorde pessoal      |
| 6                 | 7    | Anderson Mureta Mutegi | Quênia                         | 45.62 |                      |
| 7                 | 1    | Saul Weigopwa          | Nigéria                        | 45.93 |                      |
| 8                 | 8    | Bereket Desta          | Etiópia                        | 47.14 |                      |

Legenda
| Recorde mundial       | Recorde mundial (World record)               |                       | Recorde africano                      | Recorde africano (African) |                                           | Q | Classificado por posição (Qualified) |
| Recorde do campeonato | Recorde do campeonato (Championship record)  | Recorde da América    | Recorde da América (Americas)         | q                          | Classificado por melhor tempo (Qualified) |   |                                      |
| Melhor marca do ano   | Melhor marca do ano (World leading)          | Recorde asiático      | Recorde asiático (Asian)              | DNS                        | Não largou (Did not start)                |   |                                      |
| Recorde nacional      | Recorde nacional (National record)           | Recorde europeu       | Recorde europeu (European)            | DNF                        | Não terminou (Did not finish)             |   |                                      |
| Recorde pessoal       | Recorde pessoal do atleta (Personal best)    | Recorde da Oceania    | Recorde da Oceania (Oceania)          | DSQ / DQ                   | Desclassificado (Disqualified)            |   |                                      |
| Recorde da temporada  | Recorde da temporada do atleta (Season best) | Recorde sul-americano | Recorde sul-americano (South America) | NM                         | Sem marca (No mark)                       |   |                                      |